# Министерство здравоохранения Словацкой Республики
Министерство здравоохранения Словацкой Республики (словац. Ministerstvo zdravotníctva Slovenskej republiky) — центральный орган государственной власти Словакии в области здравоохранения.

## Сфера деятельности Министерства
- обслуживание в сфере здравоохранения,
- охрана здоровья,
- государственное медицинское страхование,
- повышение квалификации медицинских работников,
- природные лечебные курорты, природные лечебные источники, природные минеральные воды,
- политика в области цен на продукцию и услуги в сфере здравоохранения и в области цен на аренду нежилых помещений в медицинских учреждениях.

## Министр здравоохранения
Министр здравоохранения управляет министерством здравоохранения и несёт ответственность за его деятельность. Назначается министр Президентом Словацкой Республики по ходатайству Председателя Правительства.
С 10 октября 2024 года министр здравоохранения — Камил Шашко.

## Государственный секретарь Министерства здравоохранения
Государственный секретарь Министерства здравоохранения замещает министра здравоохранения во время его отсутствия (в рамках его прав и обязанностей). Может и в других случаях представлять министра с его разрешения в рамках своих прав и обязанностей. При представлении министра на заседаниях правительства госсекретарь имеет совещательный голос. Государственного секретаря назначает и освобождает от обязанностей правительство по ходатайству министра здравоохранения. В отдельных случаях Правительство имеет назначать двух государственных секретарей — это относится и к Министерству здравоохранения. Министр сам определяет, по каким вопросам и в каком порядке его будут представлять госсекретари. 